# Українська мова та література (газета)
Украї́нська мо́ва та літерату́ра — науково-методична та літературно-мистецька всеукраїнська газета, яку видає видавництво «Шкільний світ» з вересня 1996 року і дотепер. Призначена для вчителів та викладачів української мови і літератури. Перше недержавне видання для вчителів української в Україні. Виходить — раз на місяць.

## Історія
Виходить з вересня 1996 року і дотепер. До 2019 року — два рази на місяць. З 2019 року — один раз на місяць. 
Перший редактор — Галина Ярмолюк.

## Загальна інформація
Розповсюджується виключно за передплатою через каталог періодичних видань АТ «Укрпошта».
Передплатний індекс — 40140 (передплата на місяць) і 22062 (на півроку).
Має власну бібліотечку книжок («Українська мова та література. Бібліотека»).
Виходить за підтримки Міністерства освіти і науки України та Національної академії педагогічних наук України.
Тематика матеріалів — методика навчання української мови та літератури, дидактичні завдання, мовознавство та естетичне виховання шкільної молоді.
Редакторка — Наталія Коваль.

### Постійні рубрики
- Новини (актуальна інформація з мовознавства й літературознавства).
- Бесіда з експертом
- Тема номера
- Методична скарбничка (методичні матеріали для педагогів від педагогів)
- Ключ розуміння (мовознавчі та літературознавчі статті на дискусійні теми).
- Література рідного краю (матеріали про маловідомих письменників)
- Лайфгаки зі ЗНО
- Фразеологія
- Діалектологія
- Ділимося досвідом (уроки, позакласні та виховні заходи, квести, проєкти, матеріали до уроків)